# Уланівська волость
Уланівська волость — історична адміністративно-територіальна одиниця Літинського повіту Подільської губернії з центром у містечку Уланів.
Станом на 1885 рік складалася з 55 поселень, 34 сільських громад. Населення — 16416 осіб (8005 чоловічої статі та 8411 — жіночої), 2417 дворових господарства.
|                     | Площа, десятин | У тому числі орної, десятин |
| ------------------- | -------------- | --------------------------- |
| Сільських громад    | 17779          | 10778                       |
| Приватної власності | 13266          | 6307                        |
| Казенної власності  | 2428           | 38                          |
| Іншої власності     | 1085           | 686                         |
| Загалом             | 34558          | 17809                       |

Основні поселення волості:
- Уланів — колишнє власницьке містечко при річці Снивода за 40 верст від повітового міста, 586 осіб, 35 дворових господарств, православна церква, костел, 5 постоялих будинків, 16 лавок, водяний млин, пивоварний і бурякоцукровий заводи, 11 щорічних ярмарків.
- Великий Митник — колишнє власницьке село, 943 особи, 155 дворових господарств, православна церква, школа, 2 постоялих будинки, водяний млин.
- Білий Рукав — колишнє власницьке село, 575 осіб, 124 дворових господарств, православна церква, постоялий будинок, водяний млин.
- Воробіївка — колишнє власницьке село, 420 осіб, 49 дворових господарств, православна церква, постоялий будинок, водяний і вітряний млини, пивоварний завод.
- Воронівці — колишнє власницьке село при річці Снивода, 800 осіб, 121 дворове господарство, православна церква, постоялий будинок, водяний млин.
- Зозулинці — колишнє власницьке село, 373 особи, 61 дворове господарство, православна церква, постоялий будинок.
- Лип'ятин — колишнє власницьке село, 526 осіб, 73 дворових господарства, православна церква, постоялий будинок.
- Маркуші — колишнє власницьке село при річці Снивода, 776 осіб, 121 дворове господарство, православна церква, постоялий будинок.
- Митинці — колишнє власницьке село при річці Снивода, 496 осіб, 69 дворових господарств, православна церква, постоялий будинок.
- Петриківці — колишнє власницьке село при річці Снивода, 851 особа, 113 дворових господарств, православна церква, школа, постоялий будинок, 2 водяних млини.
- Пагурці — колишнє власницьке село при річці Витекла, 762 особи, 112 дворових господарств, православна церква, школа, постоялий будинок, водяний млин, винокурний завод.
- Подорожня — колишнє власницьке село, 557 осіб, 70 дворових господарств, православна церква, постоялий будинок.
- Пустовійти — колишнє власницьке село, 307 осіб, 51 дворове господарство, православна церква, постоялий будинок, лавка.
- Рибчинці — колишнє власницьке село, 787 осіб, 76 дворових господарств, православна церква, школа, постоялий будинок, водяний млин.
- Сьомаки — колишнє власницьке село, 458 осіб, 86 дворових господарств, православна церква, школа, постоялий будинок, 2 водяних млини.
- Сміла — колишнє власницьке село, 556 осіб, 70 дворових господарств, православна церква, школа, постоялий будинок.
- Тараски — колишнє власницьке село при річці Витекла, 568 осіб, 92 дворових господарства, православна церква, школа.
- Чернятине — колишнє власницьке село при річці Снивода, 515 осіб, 90 дворових господарств, православна церква, постоялий будинок, водяний млин.
- Чеснівка — колишнє державне село при річці Снивода, 549 осіб, 104 дворових господарства, постоялий будинок.